# Evropski simboli
Število simbolov v Evropi se pojavlja od antike naprej. V današnjih dneh se ti simboli predstavljajo kot upodobitev celine, evropske enotnosti, vrednot Sveta Evrope ali Evropske Unije (EU). Več simbolov so uvedli v 1950-ih in 1960-ih letih, kot jih je določil Svet Evrope. Poleg projekta panevropske identitete je EU oblikovala dodatne simbole med svojo integracijo.

## Poosebitve
| Simbol     | Simbol  | EU | SE |
| ---------- | ------- | -- | -- |
| Zastava    | Zastava | Da | Da |
| Himna      | Himna   | Da | Da |
| Moto       | Moto    | Da | Ne |
| Dan Evrope | 9. maj  | Da | Ne |
| Dan Evrope | 5. maj  | Ne | Da |

### Pater Europae
Karel Veliki (latinsko Carolus Magnus; Kralj Frankov iz 768; Cesar Svetega Rimskega cesarstva c. 742 – 814), znan tudi kot Charlemagne, se šteje za ustanovitelja francoske in nemške kraljevine. Znan kot Pater Europae ("Oče Evrope"), je ustvaril imperij , ki zastopa najbolj uspešno poenotenje evropskega prostora po padcu Rimskega imperija in prinaša renesanso, pa tudi konec zgodnjega srednjega temnega veka. Njegovo obdobje je zaznamovano z močno spremenjeno podobo Zahodne Evrope.
Že več stoletij se evropske kraljeve hiše skušajo povezati z dediščino Karolingov. Danes v času EU je simbolna vrednost Karla Velikega predvsem dejstvo, da gre za utelešenje Francosko-Nemškega prijateljstva. Med neuspešnimi predlogi za simbol EU je tako bil ponujen tudi simbol Karla Velikega, prapor Oriflamme; bandera, ki jo je papež Leo III predal na njegovem kronanju v baziliki svetega Petra leta 800. Ime Karla Velikega se uporablja tudi v nekaterih zgradbah v Bruslju. V nemškem mestu Aachen se že od leta 1949 vsako leto podeli Nagrado Charlemagne prvaku Evropske enotnosti, prejemniki so bili tudi Alcide De Gasperi, Jean Monnet in evro. 

### Europa regina
Europa regina (latinsko za Kraljica Evrope) je kartografska upodobitev evropske celine kot kraljice. Uvedena je bila med obdobjem manerizma. Europa Regina po navadi stoji pokonci z Iberskega polotoka , ki tvori njeno okronano glavo. Bohemia predstavlja njeno srce, Italija in Danska sta ročici.

### Evropa in bik
V osmem stoletju se uporablja grški mitološki lik Europa za področje kraljestva Karla Velikega kot ga uporabljajo grški kartografi, kot je bil Strabo, a po tradiciji in verjetno tudi drugih razlogih ostalo to ime za celotno celino.
Poleg tega je bik in lepotica precej pogost motiv v evropski umetnosti, grška legenda pa velja za najbolj razširjene mitologije, kar je še povečalo uporabnost simbola. Bik, bik bele barve oziroma bik z lepotico, se tako pojavlja pogosto tudi izven simbolov za evropske institucije. Europa je ime, ki se je pojavilo na poštnih znamkah v spomin Sveta Evrope, ki so bile prvič izdane leta 1956. Bik je tudi v zgornjem levem kotu novega kartičnega dovoljenja za prebivanje v vseh državah Evropske Unije.

### Sveta Hedviga
Leta 1997 je Poljak papež Janez Pavel II razglasil za svetnico poljsko kraljico s 14. stoletja Jadwigo Poljsko, kot sveto Hedvigo, zavetnico kraljic in evropskega združevanja. V času od njene smrti je bila Jadwiga čaščena na Poljskem kot svetnica. Poljska cerkev je cenila njeno življenje kot vzor pobožnosti, stanovitnosti in zvestobe.

## Zastava
Zastavo Evrope uporablja za predstavitev tako Evropska Unija in Svet Evrope. Sestavljen je iz kroga 12 zlatih (rumenih) zvezd na modrem ozadju. 
Zastavo je bil zasnovan za Arsène Heitz in Paul M. G. Lévy leta 1955 za Svet Evrope. Svet Evrope je pozval tudi druge organizacije, naj uporabljajo zastavo. Evropska gospodarska skupnost (EGS) je prevzela zastavo, kot nadomestilo za prej neobstoječe simbole. Zastava je le kot pravno nasledstvo del simbolov Evropske unije.
Kljub temu, da zastavo dveh ločenih organizacij, je pogosto bolj povezana z EU.

## Himna
Evropska himna temelji na uvodu "Ode Radosti", 4. dela Ludwiga van Beethovna Simfonije št. 9. Uporablja se le instrumentalno verzijo brez uporabe besedila. Himna je bila določena 19. januarja 1972 s strani Sveta Evrope, priredil jo je dirigent Herbert von Karajan. Himna se je nato predvajala kot del obsežne promocijske kampanje na Dan Evrope, 5. maja 1972.

Bila je sprejeta med predstavniki Evropske skupnosti leta 1985. Himna ne nadomešča nacionalnih himn, temveč predstavlja praznovanje skupnih evropskih vrednot. Igra se med uradnimi priložnostmi s strani Sveta Evrope in Evropske unije. Z evropsko identiteto je povezana tudi himna Evropske radiofuzne zveze (uvod Marc-Antoine Charpentierjeve Te Deum; pred letnim Evrosong tekmovanjem) in himna UEFA Lige Prvakov (priredba Georg Friedrich Haendel himne kronanja Duhovnika Zadoka; igra se jo pred televizijskimi prenosi tekem UEFA Lige prvakov od leta 1992).

## Dan Evrope
"Dan Evrope" je praznovanje Evrope, ki poteka vsako leto 5. in 9. maja zaradi razlik med Svetom Evrope in EU. 9. maja 1950 je bil dan "Schumanove deklaracije", ki je podlaga za nastanek Evropske skupnosti za premog in jeklo, ki velja za pomembno organizacijo v prehajanju v EU. Velja za dan zastave za EU od leta 1985. Svet Evrope je nastal 5. maja 1949 in tako praznuje svoj nastanek od leta 1964. 

### Drugi obredi
- 11. februar: 112-dan – poenotena evropska telefonska številka za nujne primere v EU
- 23. avgust: Evropski dan spomina na žrtve nacizma in stalinizma

### Moto
Enotnost v različnosti je bil sprejet kot geslo Evropske Unije 4. maja 2000 na podlagi natečaja. Izbran je bil latinski izrek Nobelovega nagrajenca Ernesta Teodora Monete: In varietate unitas! ali In varietate concordia! , kot je bil izbran med predlogi šolarjev in bil na koncu izbran. Sprejel ga je tedanji predsednik evropskega parlamenta, Nicole Fontaine , kot Diversité dans l'unité. V letu 2004 je moto veljal kot sprejeto geslo in tako del predloga Evropske ustave (člen I-8 o EU, simboli), a ustava ni bila sprejeta in velja za neuradnega.

### Evropska skupnost za Premog in Jeklo zastavo
ESPJ je uporabila v času svojega delovanja zvezde v svoji zastavi.

### Evro in njen simbol
Evro je povsem specifičen simbol Evropske unije, a postaja pomemben simbol, saj je zamenjal 12 nacionalnih valut v letu 2002.

## Druge organizacije
Zastava Zahodnoevropske unije (evropska sedaj nedelujoča obrambna organizacija) je bil izpeljana iz evropske zastave, le v polkrogu.